# Lycoperdina succincta
Lycoperdina succincta là một loài bọ cánh cứng trong họ Endomychidae. Loài này được Linnaeus miêu tả khoa học năm 1767.